# Hermann Gassner junior
Hermann Gassner junior (* 29. listopadu 1988 v Bad Reichenhall) je německý rallyový jezdec. Je synem mnohonásobného německého mistra v rally Hermanna Gassnera seniora.

## Kariéra
Hermann Gassner junior začal s rally v roce 2006 v 17 letech. V roce 2007 začal svou kariéru rallyového jezdce v týmu svého otce a se spolujezdkyní Katharinou Wüstenhagen. Jezdil se Suzuki Ignis Sport v Suzuki Rallye Cup, který se konal v rámci německého mistrovství v rally, a vyhrál celkovou klasifikaci Suzuki Ignis. V celkovém hodnocení německého šampionátu v rally skončil na konci sezóny sedmý. V roce 2008 Gassner řídil různé vozy skupiny N Mitsubishi Lancer Evolution v německém šampionátu. Dosáhl čtvrtého místa jako nejlepšího individuálního výsledku a sezónu zakončil na čtvrtém mistrovském místě. Také skončil druhý za svým otcem v Mitropa Rally Cupu.

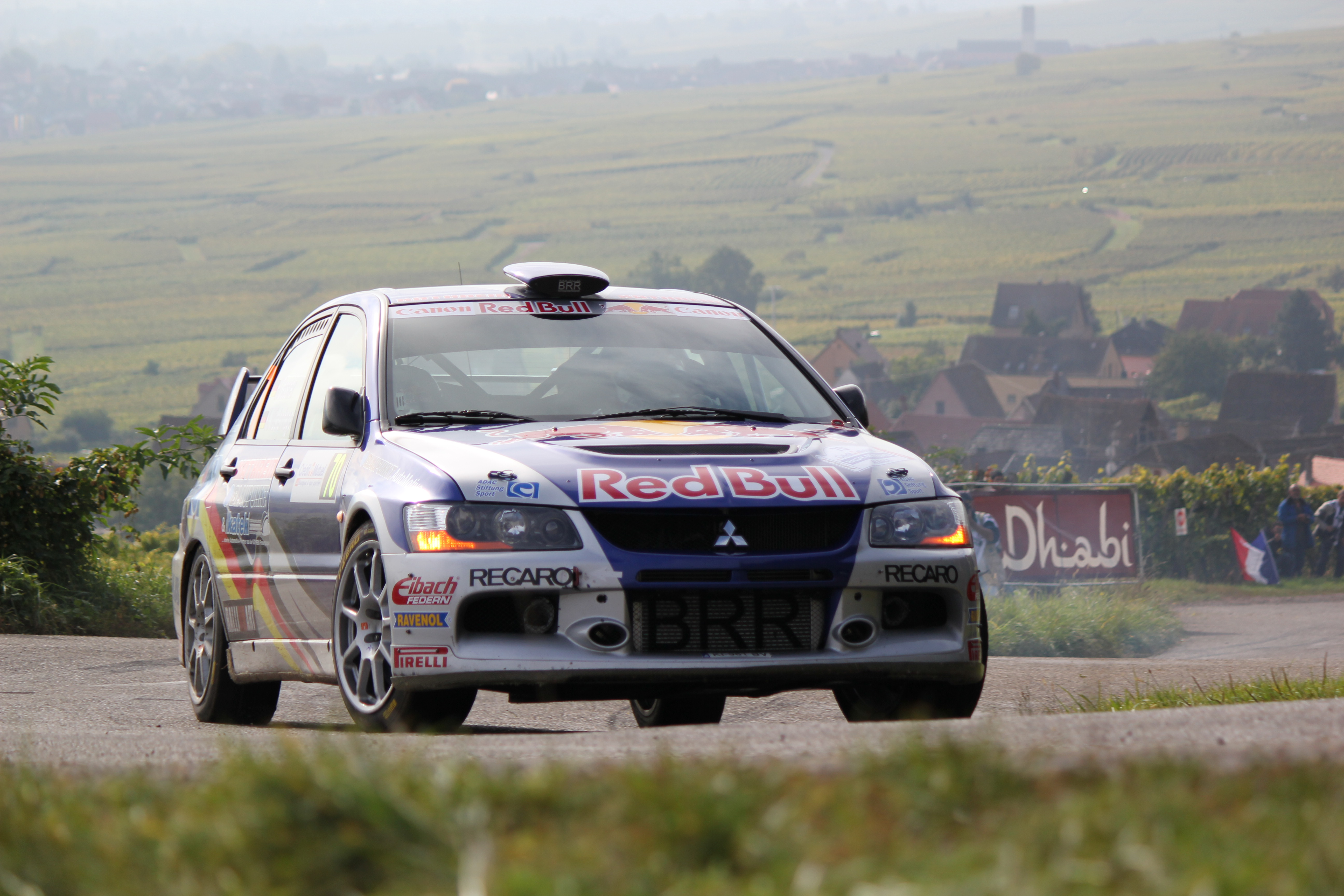
Gassner junior v Mitsubishi Lancer Evo IX na Rally France 2010

Gassner pokračoval s Mitsubishi Lancer Evo IX i v sezóně 2009. Na zahájení sezóny německého šampionátu v rally, Bayern-Rallye Oberland, zaznamenal své první vítězství v DRM. Další tři vítězství následovala na Hessen-Rallye Vogelsberg, Saarland-Rallye a Lausitz-Rallye. Do konce sezóny nasbíral nejvíce bodů a stal se tak německým šampionem v rally. Vyhrál Mitropa Rally Cup a získal své první vítězství v rakouském šampionátu na Rally Judenburg-Pölstal. Gassner se také zúčastnil mistrovství světa v rally a získal bod v PWRC Britské rally.
V roce 2010 byl Gassner přijat do týmu Raimunda Baumschlagera. S vozem Mitsubishi Lancer Evo IX absolvoval šest rallye v mistrovství světa. Na Německé rallye skončil čtvrtý v klasifikaci PWRC. Pro rok 2011 s podporou Škody se zúčstanil šampionátu SWRC s vozem Škoda Fabia S2000. Ve své první rally s novým vozem, Jordánské Rally, dosáhl třetího místa v hodnocení SWRC. Při startu na Mecsék Rally debutoval v Intercontinental Rally Challenge, kde skončil pátý. Hermann Gassner Junior v současné době řídí Mitsubishi Lancer Evo X R4 se svou spolujezdkyní Ursulou Mayrhofer.
Českým fanouškům se Hermann představil 2x a to na Rallye Šumava v roce 2008 a Pražském Rallysprintu v roce 2015.

### Výsledky ve WRC
| Rok  | Tým                            | Vůz                      | 1      | 2   | 3   | 4      | 5      | 6       | 7     | 8       | 9     | 10     | 11     | 12    | 13    | 14  | 15    | 16  | PJ | Body |
| ---- | ------------------------------ | ------------------------ | ------ | --- | --- | ------ | ------ | ------- | ----- | ------- | ----- | ------ | ------ | ----- | ----- | --- | ----- | --- | -- | ---- |
| 2007 | Kathrein Renn- und Rallye Team | Suzuki Ignis Sport       | MON    | SWE | NOR | MEX    | POR    | ARG     | ITA   | GRE     | FIN   | GERDNF | NZL    | ESP   | FRA   | JPN | IRE   | GBR | –  | 0    |
| 2008 | Kathrein Renn- und Rallye Team | Mitsubishi Lancer Evo IX | MON    | SWE | MEX | ARG    | JOR    | ITA     | GRE   | TUR     | FIN   | GER27  | NZL    | ESP   | FRA   | JPN | GBR20 |     | –  | 0    |
| 2009 | Kathrein Renn- und Rallye Team | Mitsubishi Lancer Evo IX | IRE    | NOR | CYP | POR12  | ARG    |         | GRE   | POL DNF | FIN   | AUS    | ESP16  |       |       |     |       |     | –  | 0    |
| 2009 | Team Sidvin India              | Mitsubishi Lancer Evo IX |        |     |     |        |        | ITA DNF |       |         |       |        |        | GBR25 |       |     |       |     | –  | 0    |
| 2010 | Red Bull Rallye                | Mitsubishi Lancer Evo IX | SWE 32 | MEX | JOR | TUR    | NZL    | PORDNF  | BUL   | FIN     | GER23 | JPN    | FRA33  | ESP13 | GBR31 |     |       |     | –  | 0    |
| 2011 | Red Bull Škoda                 | Škoda Fabia S2000        | SWE    | MEX | POR | JOR 12 | ITA 16 | ARG     | GRE14 | FIN16   | GER32 | AUS    | FRADNF | ESP   | GBR   |     |       |     | –  | 0    |

### Výsledky v IRC
| Rok  | Tým            | Vůz               | 1   | 2   | 3   | 4   | 5   | 6   | 7   | 8     | 9   | 10  | 11  | PJ  | Body |
| ---- | -------------- | ----------------- | --- | --- | --- | --- | --- | --- | --- | ----- | --- | --- | --- | --- | ---- |
| 2011 | Red Bull Škoda | Škoda Fabia S2000 | MON | CAN | COR | YAL | YPR | AZO | ZLI | MEC 5 | SAN | SCO | CYP | 17. | 10b  |